# Montana
 Ovo je glavno značenje pojma Montana. Za druga značenja pogledajte Montana (razdvojba).
Montana, savezna država u sjeverozapadnom dijelu Sjedinjenih Američkih Država, u području Stjenovitih planina. Broj stanovnika 820 000 (3% Indijanci; Flathead, Blackfoot, Crow, Northern Cheyenne, Assiniboin i Kutenai). Glavni grad Helena, a najveći Billings (80 000 stanovnika). Rudarsko-industrijska savezna država s razvijenim turizmom. Rudno blago; nafta, kameni ugljen, prirodni plin, srebro, zlato, cink i dr. Razvijena rafinerija nafte, kemijska industrija, metalurgija, poljoprivredni strojevi. Glavni artikli: pšenica, ječam, zob, šećerna repa, krumpir itd. Šume su uglavnom četinarske. Tu su uglavnom živjeli Indijanci koji su tijekom 60-ih i 70-ih godina 19. stoljeća istrijebljeni. Reljef je uglavnm planinski na zapadu. Klima kontinentalna i planinska. Savezna država od 1889. godine.
U sjeveroistočnom dijelu Montane se nalazi brana Fort Peck Dam na rijeci Missouri, jedna od najvećih na svijetu.

## Okruzi (Counties)
Montana se sastoji od 56 okruga (counties)